# 上田晋也のニッポンの過去問
『上田晋也のニッポンの過去問』（うえだしんやのにっぽんのかこもん）は、TBS系列で2015年4月16日（15日深夜）から2017年3月15日（14日深夜）まで木曜 0:43 - 1:13（JST）に放送されていたニュース型トーク番組である。2014年5月8日から2015年3月26日までは『上田晋也が真相直撃!「ニュースの巨人」』として放送されていた。

## 概要
2012年9月30日、2013年6月2日、2013年12月1日に一部地域で放送された、TBSテレビの報道特別番組「上田晋也の緊急報道」をレギュラー化したもの。
MCを務める上田にとって、TBSテレビでは初の単独冠番組であり、「大御所ジャパン!」以来の6年ぶりのTBSテレビレギュラー番組でもある。
ニュースの巨人時代は毎回、各界の偉人的存在のその道のプロをゲストに招き、ゲスト該当分野の基本や成功への道筋を語り尽くす内容であった。
ニッポンの過去問からは過去に起きた事件・出来事などをVTRを交え、当時を知るゲストを迎えてその真相に迫っていく内容となった。
2015年10月からテッペン!枠が水曜版のみ0:23まで縮小されることに従い、本番組は15分繰り上がりとなり、0:26 - 0:56の放送に変更された。
2016年4月より『NEWS23』の番組枠が23:00 - 翌0:10まで拡大したため、本番組は17分繰り下がりとなり、0:43 - 1:13の放送に変更された。
2017年3月15日に番組終了。上田・龍崎は同年4月より開始する『上田晋也のサタデージャーナル』に引き続き出演する。

## 出演者

### MC
- 上田晋也（くりぃむしちゅー）
- 龍崎孝（流通経済大学教授[4]）[5]
- 水野真裕美（TBSアナウンサー）[6]

## ネット局

### 上田晋也の緊急報道!
| 放送対象地域   | 放送局             | 系列    | 放送日時                    | 遅れ       |
| -------------- | ------------------ | ------- | --------------------------- | ---------- |
| 関東広域圏     | TBSテレビ（TBS）   | TBS系列 | 2012年9月30日 14:00 - 15:54 | 制作局     |
| 北海道         | 北海道放送（HBC）  | TBS系列 | 2012年9月30日 14:00 - 15:54 | 同時ネット |
| 愛知県         | CBCテレビ（CBC）   | TBS系列 | 2012年9月30日 14:00 - 15:54 | 同時ネット |
| 岡山県・香川県 | 山陽放送（RSK）    | TBS系列 | 2012年9月30日 14:00 - 15:54 | 同時ネット |
| 福岡県         | RKB毎日放送（RKB） | TBS系列 | 2012年9月30日 14:00 - 15:54 | 同時ネット |
| 静岡県         | 静岡放送（SBS）    | TBS系列 | 2012年9月30日 15:00 - 16:54 | 60分遅れ   |
| 近畿広域圏     | 毎日放送（MBS）    | TBS系列 | 2012年9月30日 15:00 - 16:54 | 60分遅れ   |

### 上田晋也の緊急報道!!
| 放送対象地域   | 放送局           | 系列    | 放送日時                   | 遅れ       |
| -------------- | ---------------- | ------- | -------------------------- | ---------- |
| 関東広域圏     | TBSテレビ（TBS） | TBS系列 | 2013年6月2日 14:00 - 16:00 | 制作局     |
| 宮城県         | 東北放送（TBC）  | TBS系列 | 2013年6月2日 14:00 - 16:00 | 同時ネット |
| 岡山県・香川県 | 山陽放送（RSK）  | TBS系列 | 2013年6月2日 14:00 - 16:00 | 同時ネット |
| 新潟県         | 新潟放送（BSN）  | TBS系列 | 2013年8月4日 15:00 - 16:54 | 63日遅れ   |

### 上田晋也の緊急報道3
| 放送対象地域 | 放送局           | 系列    | 放送期間      | 放送日時      | 遅れ   |
| ------------ | ---------------- | ------- | ------------- | ------------- | ------ |
| 関東広域圏   | TBSテレビ（TBS） | TBS系列 | 2013年12月1日 | 14:00 - 15:30 | 制作局 |

### 上田晋也が真相直撃!ニュースの巨人
| 放送対象地域 | 放送局                | 系列    | 放送期間                     | 放送日時                     | 遅れ       |
| ------------ | --------------------- | ------- | ---------------------------- | ---------------------------- | ---------- |
| 関東広域圏   | TBSテレビ（TBS）      | TBS系列 | 2014年5月8日 - 2015年3月26日 | 木曜 0:41 - 1:11（水曜深夜） | 制作局     |
| 福島県       | テレビユー福島（TUF） | TBS系列 | 2014年5月8日 - 2015年3月26日 | 木曜 0:41 - 1:11（水曜深夜） | 同時ネット |
| 中京広域圏   | CBCテレビ（CBC）      | TBS系列 | 2014年5月8日 - 2015年4月2日  | 木曜 0:41 - 1:11（水曜深夜） | 遅れネット |

- 熊本放送(RKK)では2014年6月12日・10月1日・10月2日・12月18日・2015年1月31日・3月11日・3月28日に、北海道放送(HBC)では2014年9月21日・11月29日・12月14日に単発放送された。

#### 過去のネット局
| 放送対象地域 | 放送局          | 系列    | 放送期間                     | 放送日時                     | 遅れ       |
| ------------ | --------------- | ------- | ---------------------------- | ---------------------------- | ---------- |
| 広島県       | 中国放送（RCC） | TBS系列 | 2014年6月26日 - 12月25日     | 木曜 1:08 - 1:38（水曜深夜） | 遅れネット |
| 宮城県       | 東北放送（TBC） | TBS系列 | 2014年10月9日 - 2015年1月8日 | 木曜 0:43 - 1:13（水曜深夜） | 遅れネット |

### 上田晋也のニッポンの過去問
| 放送対象地域   | 放送局                    | 系列    | 放送期間                       | 放送日時                     | 遅れ       |
| -------------- | ------------------------- | ------- | ------------------------------ | ---------------------------- | ---------- |
| 関東広域圏     | TBSテレビ（TBS）          | TBS系列 | 2015年4月16日 - 2017年3月15日  | 木曜 0:26 - 0:56（水曜深夜） | 制作局     |
| 愛媛県         | あいテレビ（itv）         | TBS系列 | 2015年4月22日 - 2017年3月22日  | 水曜 1:22 - 1:53（火曜深夜） | 遅れネット |
| 中京広域圏     | CBCテレビ（CBC）          | TBS系列 | 2015年4月23日 - 2017年4月1日   | 木曜 1:45 - 2:19（水曜深夜） | 遅れネット |
| 岡山県・香川県 | 山陽放送（RSK）           | TBS系列 | 2015年4月23日 - 2017年3月28日  | 火曜 1:50 - 2:20（月曜深夜） | 遅れネット |
| 石川県         | 北陸放送（MRO）           | TBS系列 | 2015年5月14日 - 2017年4月21日  | 金曜 0:00 - 0:30（木曜深夜） | 遅れネット |
| 富山県         | チューリップテレビ（TUT） | TBS系列 | 2015年10月29日 - 2017年3月30日 | 木曜 0:08 - 0:40（水曜深夜） | 遅れネット |
| 沖縄県         | 琉球放送（RBC）           | TBS系列 | 2016年4月4日 - 2018年2月5日    | 月曜 1:50 - 2:20（日曜深夜） | 遅れネット |
| 福岡県         | RKB毎日放送（RKB）        | TBS系列 | 2016年6月13日 - 2017年7月21日  | 月曜 0:50 - 1:20（日曜深夜） | 遅れネット |

- 静岡放送（SBS）では月曜未明（日曜深夜）に不定期放送されている。
- 東北放送（TBC）では2015年7月23日に単発放送された。

#### 過去のネット局
| 放送対象地域 | 放送局                | 系列    | 放送期間                       | 放送日時                     | 遅れ       |
| ------------ | --------------------- | ------- | ------------------------------ | ---------------------------- | ---------- |
| 福島県       | テレビユー福島（TUF） | TBS系列 | 2015年4月16日 - 9月24日        | 木曜 0:41 - 1:11（水曜深夜） | 同時ネット |
| 北海道       | 北海道放送（HBC）     | TBS系列 | 2015年4月30日 - 2016年12月21日 | 木曜 0:24 - 0:55（水曜深夜） | 同時ネット |
| 長崎県       | 長崎放送（NBC）       | TBS系列 | 2015年6月3日 - 2016年3月30日   | 水曜 14:55 - 15:30           | 遅れネット |
| 近畿広域圏   | 毎日放送（MBS）       | TBS系列 | 2016年4月5日 - 2017年6月27日   | 火曜 0:59 - 1:30（月曜深夜） | 遅れネット |

## スタッフ
- ナレーター：土屋滋生
- 構成：河瀬淑之、一條雅裕、千葉大雅、桜井慎一
- TM：八木真
- TD：藤田栄治
- VE：高橋康弘、大場貴文
- カメラ：端坂嘉寛、土肥俊之
- 音声：渡邉学、山羽稔
- 照明：紺野淳一
- 美術プロデューサー・美術デザイナー：太田卓志
- 美術制作：鈴木康裕
- 装置：岡野浩典
- 操作：松村美保、塚上博、佐藤翔太
- 電飾：西田和正
- 化粧：金子一美
- 編集：波江野剛、中山朝生、今村慎、市川敏之
- MA：坂井真一
- 音楽効果：大久保吉久
- TK：山口佳奈絵
- 編成：杉本篤
- AD：岸正太郎、江藤博文、井岡広和
- AP：中村恵
- ディレクター：田頭悟、酒井隆茂、内山大輔、畑中真治
- 総合演出：坂田栄治
- プロデューサー：疋田智（以前はCP）
- 製作著作：TBS

### 過去のスタッフ
- TM：小澤義春
- 美術制作：宗次宏光
- 編成：高橋務、上田学
- アドバイザー：龍崎孝
- ディレクター：松延由子
- プロデューサー：矢野大亮、本田三奈